# 블러드 다이아몬드 파이널
《블러드 다이아몬드 파이널》(Black)은 프랑스에서 제작된 피에르 라파그 감독의 2009년 액션, 범죄, 드라마 영화이다. MC 장 가브'1 등이 주연으로 출연하였다.

## 출연

### 주연
- MC 장 가브'1
- 캐롤 카레메라

### 조연
- 프랑수아 레방탈
- 안톤 야코브레브
- 루도빅 버딜럿
- 미셀 B. 듀페리알
- 닉키 노드
- 유세프 하이디
- 프랑소와 브레돈

## 리뷰
- A first Ain’t It Cool Review
- A second Ain’t It Cool Review
- A review on Cinematical
- A review on HitFix[깨진 링크(과거 내용 찾기)]
- A review on RowThree
- A review on Little White Lies
- And finally an interview with Pierre Laffargue on eFilmCritic 보관됨 2016-03-16 - 웨이백 머신

## 전 세계 개봉
- 캐나다 : 몬트리올: 2009년 7월 31일 / 퀘벡 & Sherbrooke: 2009년 8월
- 캐나다 (DVD: 2009년 10월 6일)